# فيليكس بيريز كاماتشو
فيليكس بيريز كاماتشو هو سياسي أمريكي، ولد في 30 أكتوبر 1957 في Camp Zama ‏ في اليابان. نشط حزبياً في الحزب الجمهوري. وقد انتخب حاكم غوام ‏ (6 يناير 2003 – 3 يناير 2011) وانتخب عضو الهيئة التشريعية في غوام ‏.